# Mjölig dropplav
Mjölig dropplav (Cliostomum leprosum) är en lavart som först beskrevs av Veli Johannes Paavo Bartholomeus Räsänen, och fick sitt nu gällande namn av Håkon Holien och Tor Tønsberg. Mjölig dropplav ingår i släktet Cliostomum, och familjen Ramalinaceae. Enligt den finländska rödlistan är arten nära hotad i Finland. Enligt den svenska rödlistan är arten nära hotad i Sverige. Arten förekommer i Svealand, Nedre Norrland och Övre Norrland. Artens livsmiljö är naturmoskogar.